# Interior con un niño alimentando a un loro
Interior con un niño alimentando a un loro es un óleo sobre lienzo de 1668-1672 del pintor holandés Pieter de Hooch. Es un ejemplo de pintura del Siglo de Oro holandés y actualmente se encuentra en una colección privada.
Esta pintura fue documentada por Hofstede de Groot en 1908, que escribió: "113. EL LORO FAVORITO. Sm. Suppl. 6; deG. 50. En la esquina izquierda de una habitación hay una mesa con una alfombra oriental y una tela blanca. Sobre ella hay queso, fruta, platos, y otros objetos. Un hombre joven con un sombrero de ala ancha se sienta detrás de la mesa, bebiendo un vaso de vino. Detrás de él hay una chimenea; sobre ella hay porcelana china, y encima cuelga un cuadro de una mujer desnuda recostada. En primer plano, a la derecha hay botellas y vasos en una mesita, y un plato de plata en el piso. En una ventana entreabierta a la izquierda está una mujer joven, con una chaqueta roja adornada con armiño, alimentando un loro, el cual mira por la puerta de su jaula. La mujer frota la cabeza del loro con su mano izquierda, y con la derecha remoja una corteza de pan en un vaso de vino que una chica, parada más a la derecha detrás de la mesa, le acerca. Con su mano izquierda esta chica sujeta un niño pequeño que está en una silla, mirando como es alimentado el loro. Un perro salta a la silla. Junto a la ventana hay una jaula de pájaro; detrás del loro hay otro cuadro en la pared. La coloración es fresca y de tono claro. Tela, 31 pulgadas por 27 pulgadas. Mencionado por Waagen (Suplemento, p. 99) ; por Ch. Blanc, Tresor de la Curiosite, ii. 433-4.; Y por Havard. 
Venta. Casimir Perier, París, 18 de abril de 1838. En la colección del Duque de Berry; traído a Inglaterra en 1840 por Hume. Ahora en la colección del Conde de Northbrook, en Londres."

El niño porta un valhoed, o chichonera, y el mismo niño con chichonera puede ser visto en otra obra de Hooch, Enseñando a un niño a andar, mientras que el mismo interior fue utilizado para otra escena con el mismo niño que tira con impaciencia de la falda de una sirvienta:

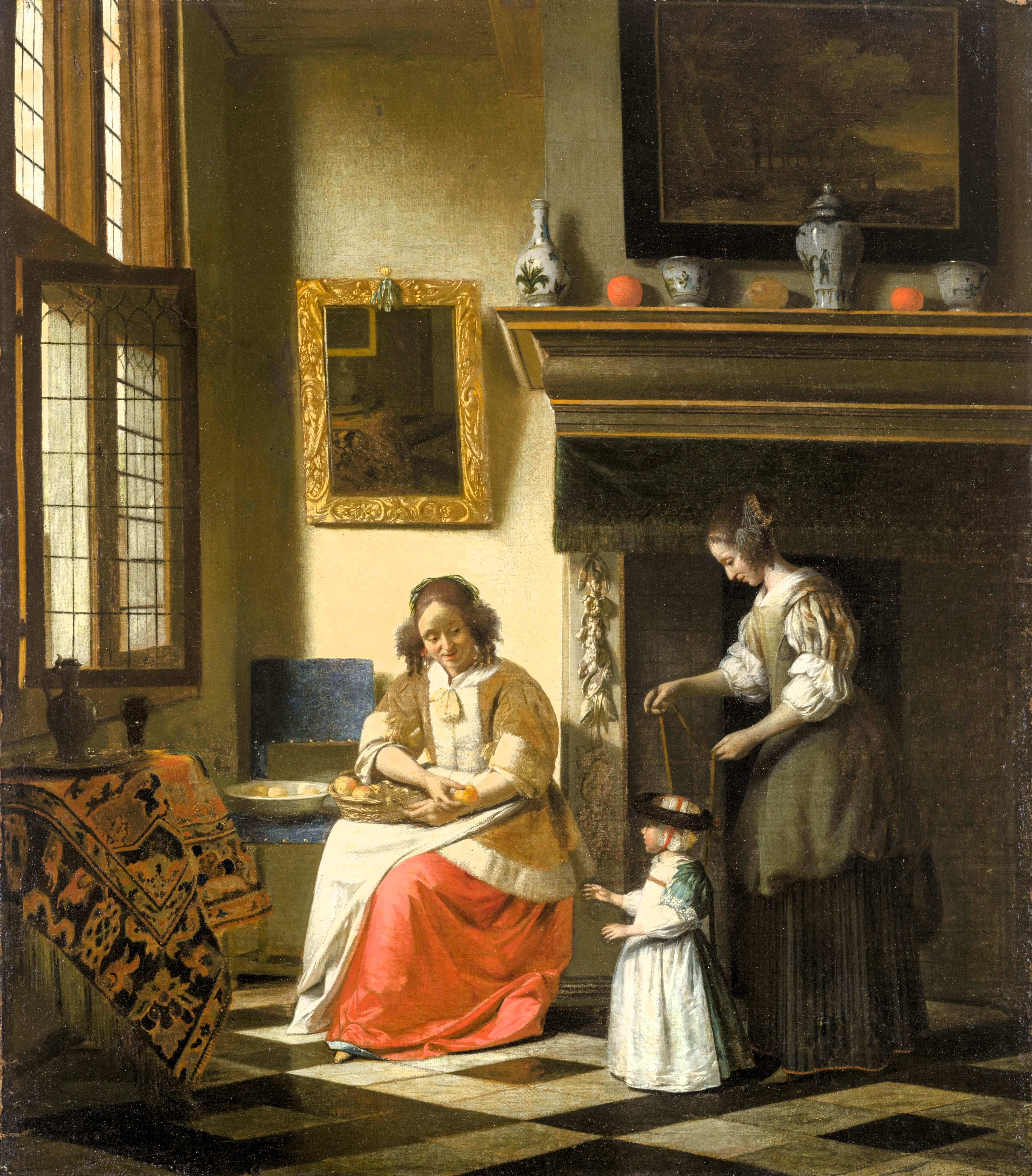
Enseñando un niño a andar
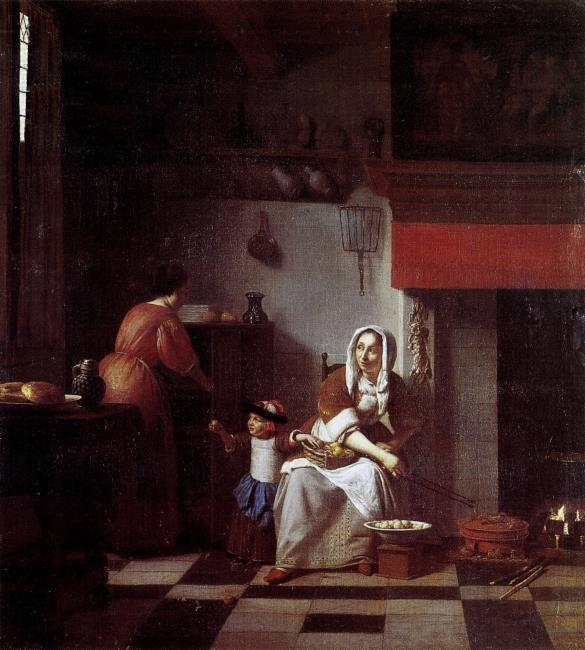
Interior de una cocina con una mujer, un niño y una sirvienta.
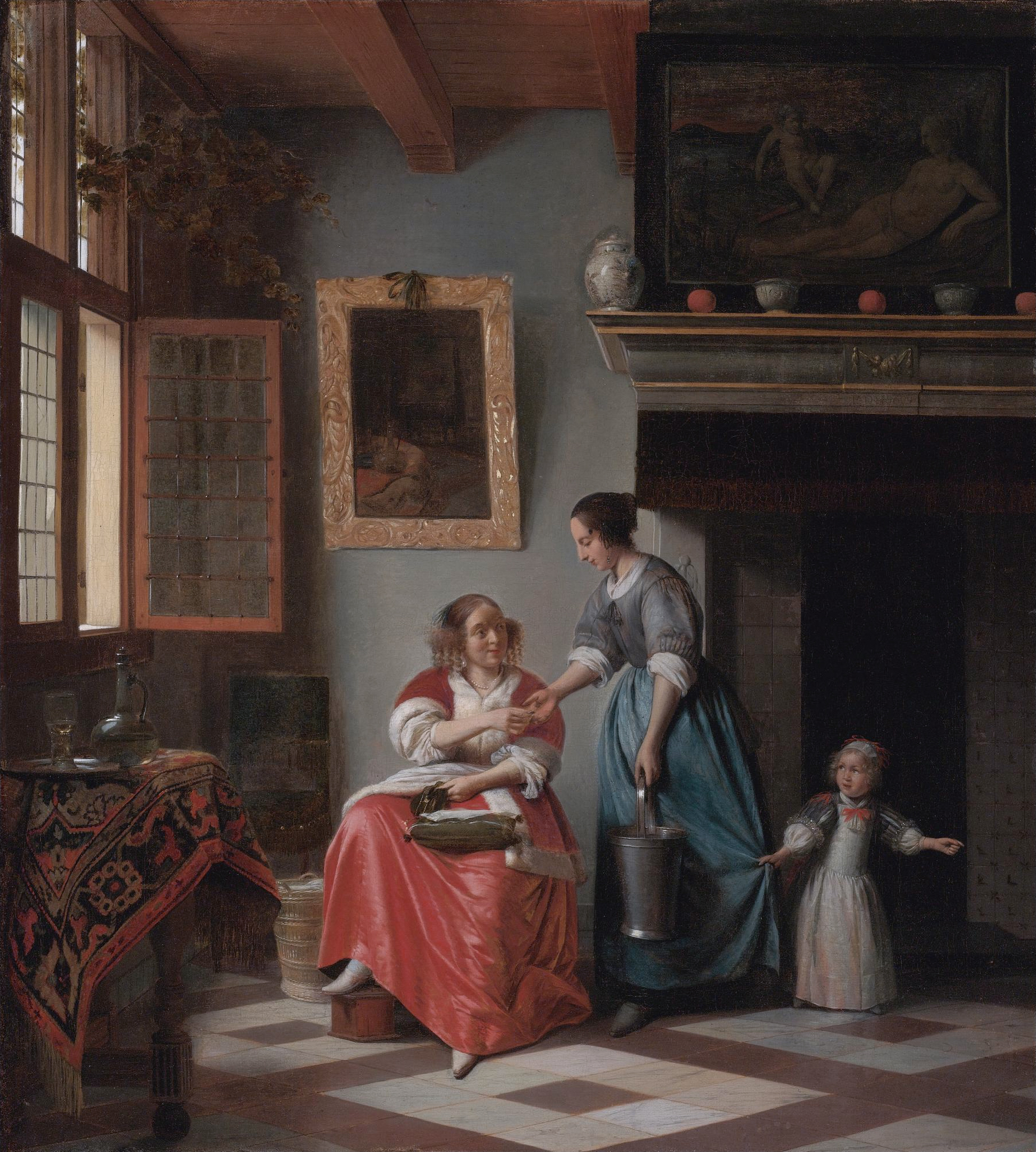
Mujer dando dinero a una sirvienta.

Esta pintura fue vendida por Sotheby en 2012 por 3,666,500 dólares.